# Filip de Gortina
Filip de Gortina (en llatí Philippus, en grec antic Φίλιππος) va ser un escriptor cristià del segle ii.
Va ser bisbe de Gortina a Creta. És elogiat per Dionís de Corint que diu que va destacar pel seu coratge durant la persecució de Marc Aureli. Va escriure un llibre contra Marció (Marcion) molt apreciat al seu temps però que s'ha perdut. Tritemi diu que també va escriure epístoles i tractats (Ad Diversos Epistolae i Varii Tractatus), però és l'únic que en fa referència.